# Кляйчово
Кляйчово (серб. Кљајићево) — село в Сербії, належить до общини Сомбор Західно-Бацького округу в багатоетнічному, автономному краю Воєводина.

## Населення
Населення села становить 6126 осіб (2002, перепис), з них:
- серби — 5603 — 93,19%;
- югослави — 71 — 1,18%;
- хорвати — 52 — 0,86%;
- мадяри — 31 — 0,51%;

Решту жителів  — з десяток різних етносів, зокрема: македонці, румуни, бунєвці, німці і навіть кілька русинів-українців.